# Publicidad aérea

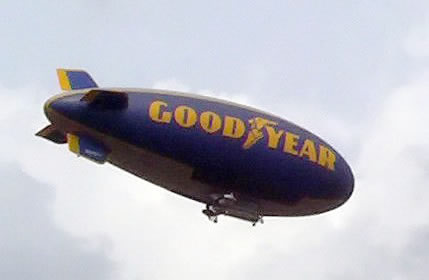
El Goodyear Blimp marca usa imagen de marca y carteles luminosos.

La publicidad aérea es una forma  de publicidad que incorpora el uso de flogos, aeronaves o drones para crear, transportar o exhibir publicidad. Los soportes publicitarios pueden ser estáticos, como puede ser una pancarta, logotipo, patrocinio de marca o cartel luminoso pero también pueden ser dinámicos, como un cartel digital, la escritura aérea, o el audio.
La publicidad aérea es eficaz si un gran público objetivo está agrupado cerca de la fuente de publicidad. Los globos, la escritura aérea y las pancartas remolcadas son normalmente localizadas estratégicamente. Los soportes publicitarios de amplia gama como blimps y flogos pueden lograr una audiencia más amplia a lo largo de su ruta de vuelo. Otro tipo de distribución secundaria como la cobertura de los medios informativos, el boca a boca y las fotos de publicidad aérea pueden llegar a alcanzar una audiencia más extendida. Debido a razones de seguridad, intimidad y  estética, la capacidad de desplegare publicidad aérea está regulada por entidades locales y federales a lo largo de todo el mundo.

## Historia
Con anterioridad a la Segunda Guerra Mundial, el pionero de la aviación Arnold Sidney Butler, dueño y operador del aeropuerto Daniel Webster (New Hampshire) utilizando su flota de J3 Cubs, creó pancartas aéreas que remolcaba y se estima que desarrolló un buen número de inventos y modificaciones en las aeronaves para coger y soltar las pancartas. En los inicios de la Segunda Guerra Mundial, el gobierno se apoderó del aeródromo para formación militar. Después, Butler mudó su aeronave a Florida y creó Circle-A Aviation donde  continuó con su negocio de pancartas remolcadas. Todavía hoy, muchas de sus aeronaves siguen en servicio y puede ser vistas en los cielos sobre Miami y Hollywood, Florida.

## Medios de uso

### Carteles móviles
La publicidad puede estar impresa en el fuselaje de la propia aeronave (serigrafía) y en el caso de globos, su forma exterior puede ser modelada de una forma en concreto para anunciar un producto.

### Pancartas remolcadas
Las pancartas remolcadas son una forma de escritura aérea en la cual una pancarta es remolcada o arrastrada por una aeronave. La pancarta puede ser de tres tipos:

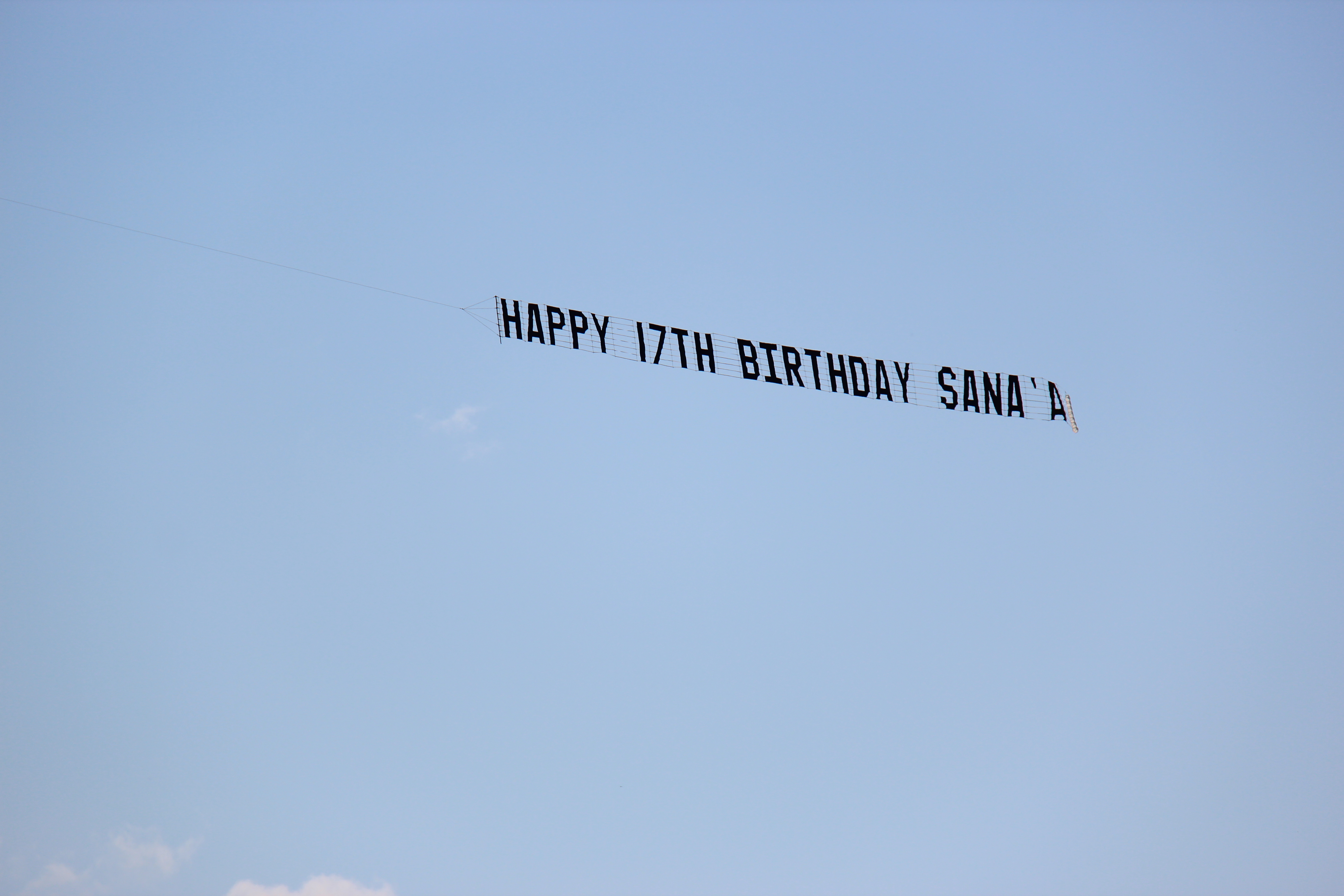
Ejemplo de aeronave de pancarta remolcada que utiliza letras estándares

#### Letras estándares
Las pancartas que utilizan las letras estándares constan de una serie de letras conectadas por uniones diseñadas para que puedan ser intercambiadas. Las letras estándares han sido la forma predominante de pancarta remolcada durante las pasadas décadas.
Las letras de 7 pies de alto tienen la ventaja de proporcionar una mayor legibilidad  a larga distancia, pero tienen una dificultad mayor a la hora de ser remolcadas. Las letras de 5 pies de altura, por otra parte, renuncian en parte a su legibilidad a cambio de permitir a la aeronave exhibir mensajes más largos.
Una aeronave ligera típica es capaz de remolcar 25 letras de 7 pies o 35 letras de 5 pies.
Las ventajas de letras estándares son la legibilidad sobre una gran distancia así como su flexibilidad. Las letras son prefabricadas lo que significa que pueden montarse los mensajes en un plazo muy corto de tiempo y pueden ser cambiados fácilmente después de cada vuelo.

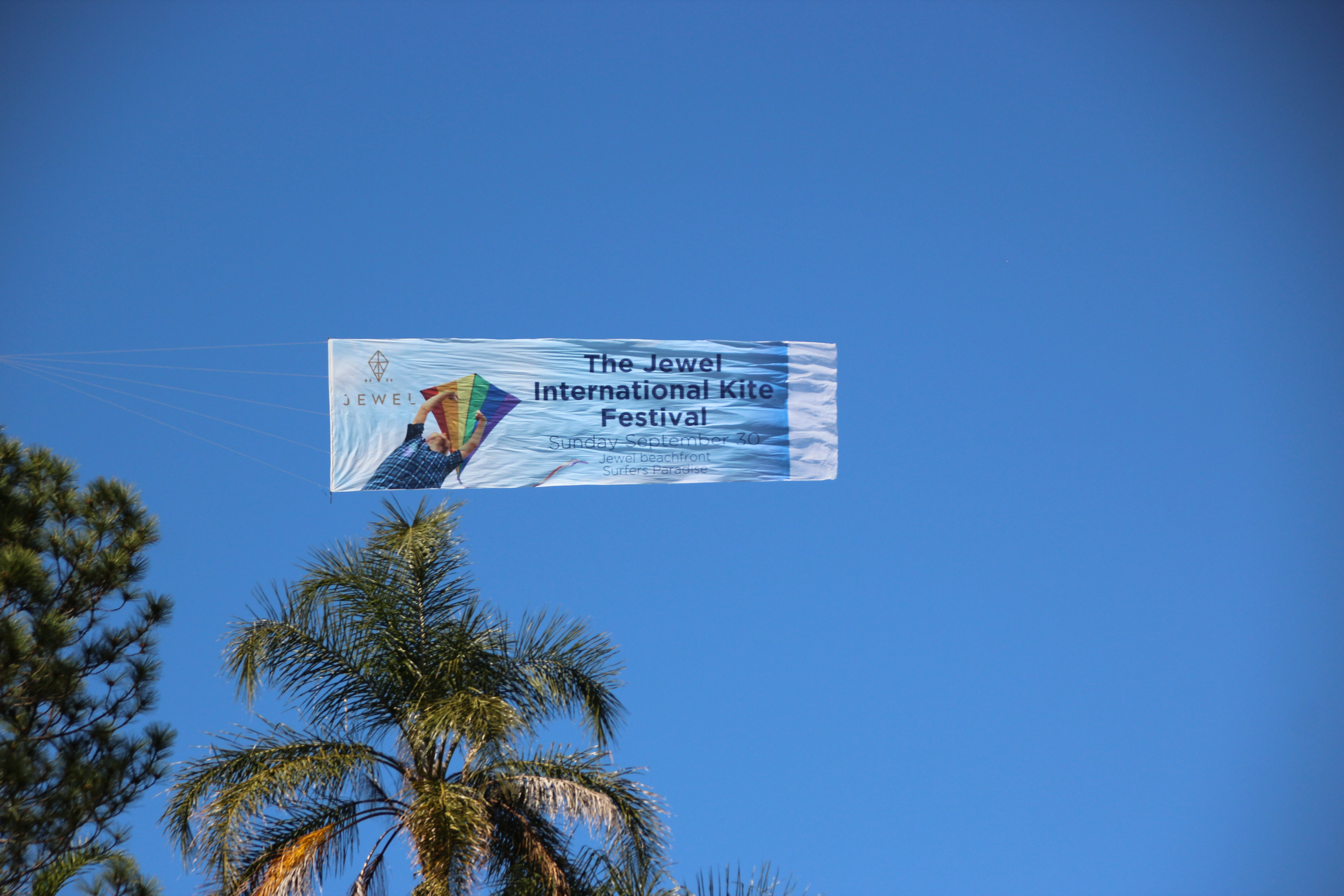
Ejemplo de un cartel remolcado por una aeronave

#### Carteles aéreos
Los carteles aéreos son una forma relativamente nueva  de pancarta remolcada. Normalmente constan de un área grande de tela de nailon y tienen un peso similar a un spinnaker en uno barco de vela. Esta tela en blanco permite imprimir digitalmente cuadros vívidos y remolcarlos tanto detrás de una aeronave como debajo de un helicóptero.
Los carteles de helicóptero tienden a ser cuadrados en su forma para impedir la que esquina superior se hunda y se vuelvan ilegibles.
Los carteles de aeronaves remolcadores tienden a ser rectangulares; normalmente, de 1 alto por 3 de largo pero las medidas de 1 por 4 se están convirtiendo en la norma a día de hoy.  
La ventaja principal de los carteles aéreos es su impacto visual. Cuándo la pancarta se remolca utilizando helicópteros, son mucho adecuadas para su uso que las letras estándares. Las desventajas de los carteles aéreos son que una vez pintados o imprimidos no pueden ser cambiados tan deprisa o  tan fácilmente como las letras estándar. Además, toman considerablemente más tiempo de producir que las letras.  

#### Pancartas de logotipo
Esta forma de pancarta remolcada combina las características de los carteles aéreos y las letras estándares para producir una pancarta aunando las "telas en blanco" de los carteles aéreas y la flexibilidad de las letras estándares. Generalmente, una superficie de tamaño intermedio de tela de nailon es colocada delante de una pancarta que entonces es seguida por letras estándares.
Esta técnica es utilizada más a menudo para anunciar una marca, pero también puede ser utilizada como propuesta de matrimonio o de invitación a una fiesta, entre otras.

### Flogos

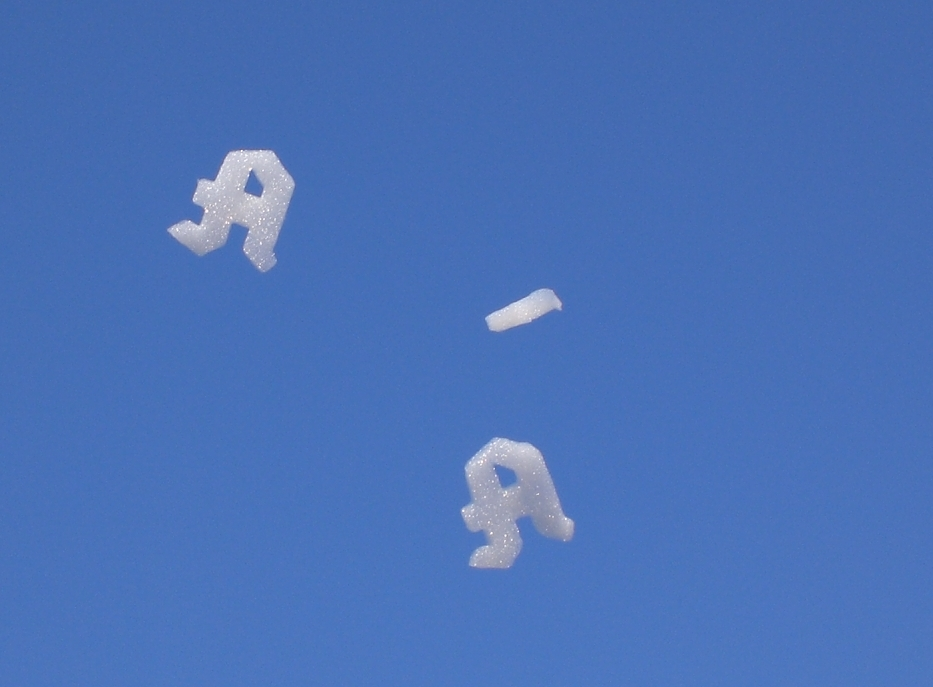
Publicidad aérea con flogos

Flogos (acrónimo de flotante y logotipos) son motivos personalizables fabricados de una masa estable de burbujas más ligeras-que-el-aire a base de jabón adoptando una forma concreta. Son un tipo  de balón de espuma adecuado para ambos uso, tanto exterior como interior, que flotan en el aire una vez liberadas. Están producidas por máquinas móviles especializadas que primero combinan un fluido de espuma patentado con agua y helio para fabricar la espuma. La espuma generada entonces se presiona a través de una plantilla para definir su forma individual. Las máquinas que producen flogos son fabricadas y vendidas por Global Special Effects, que también es propietaria del nombre y del concepto concreto Flogos. Los flogos son a menudo personalizados para adecuarse a las necesidades particulares y pueden convertirse en cualquier tipo de formas, logotipos, símbolos, letras y palabras, y es por ello por lo que están a menudo vinculados con la publicidad aérea.

### Escritura aérea
La escritura aérea en aeronaves de alas fijas, combinadas con el uso de un proyector de vapor, sigue siendo popular para importantes anunciantes. Es más eficaz para campañas de reconocimiento de marca con mensajes cortos, dramáticos y ocasionalmente para anuncios espectaculares como es el caso de propuestas de matrimonio. La práctica de  escribir en el cielo se conoce como una de las formas más seguras de volar ya que sólo es practicada en cielos claros con aire plano (los vientos pueden ser fuertes pero planos) y normalmente en un espacio aéreo controlado en donde se proporciona separación de radar entre aviones.

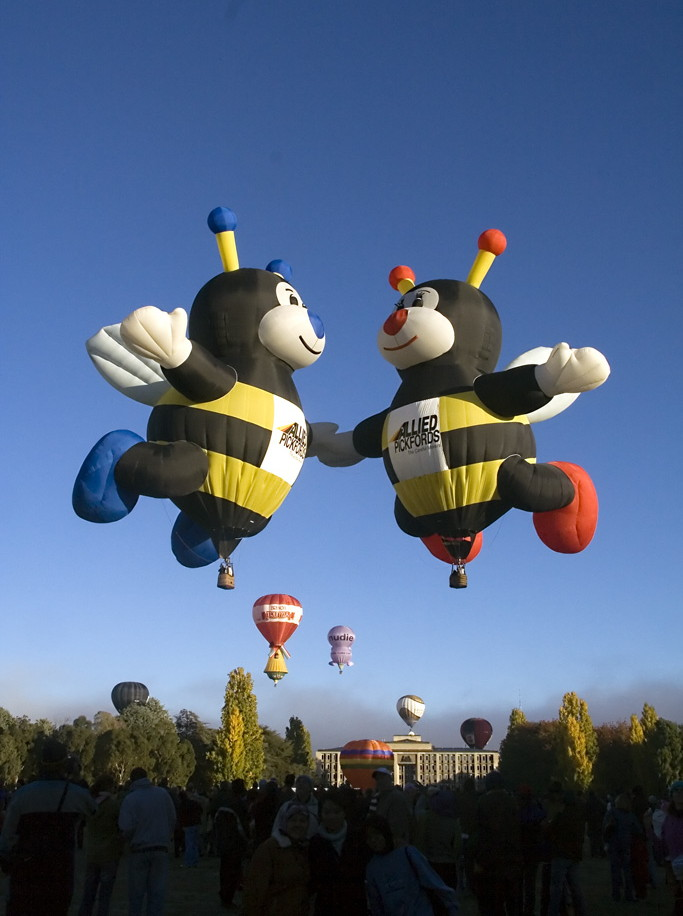
Publicidad de globos de aire caliente de una compañía de retirada de muebles en Canberra, 2006.
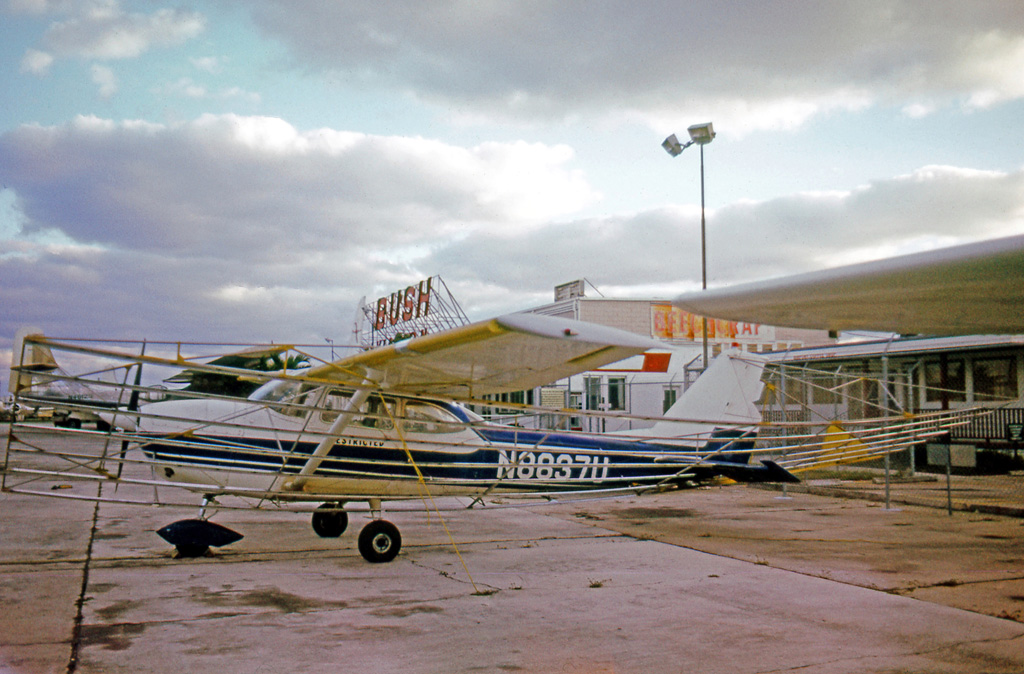
Gran estructura de publicidad aérea fijada a un Cessna 172 en Fort Lauderdale en 1973. Admitía mensajes iluminados
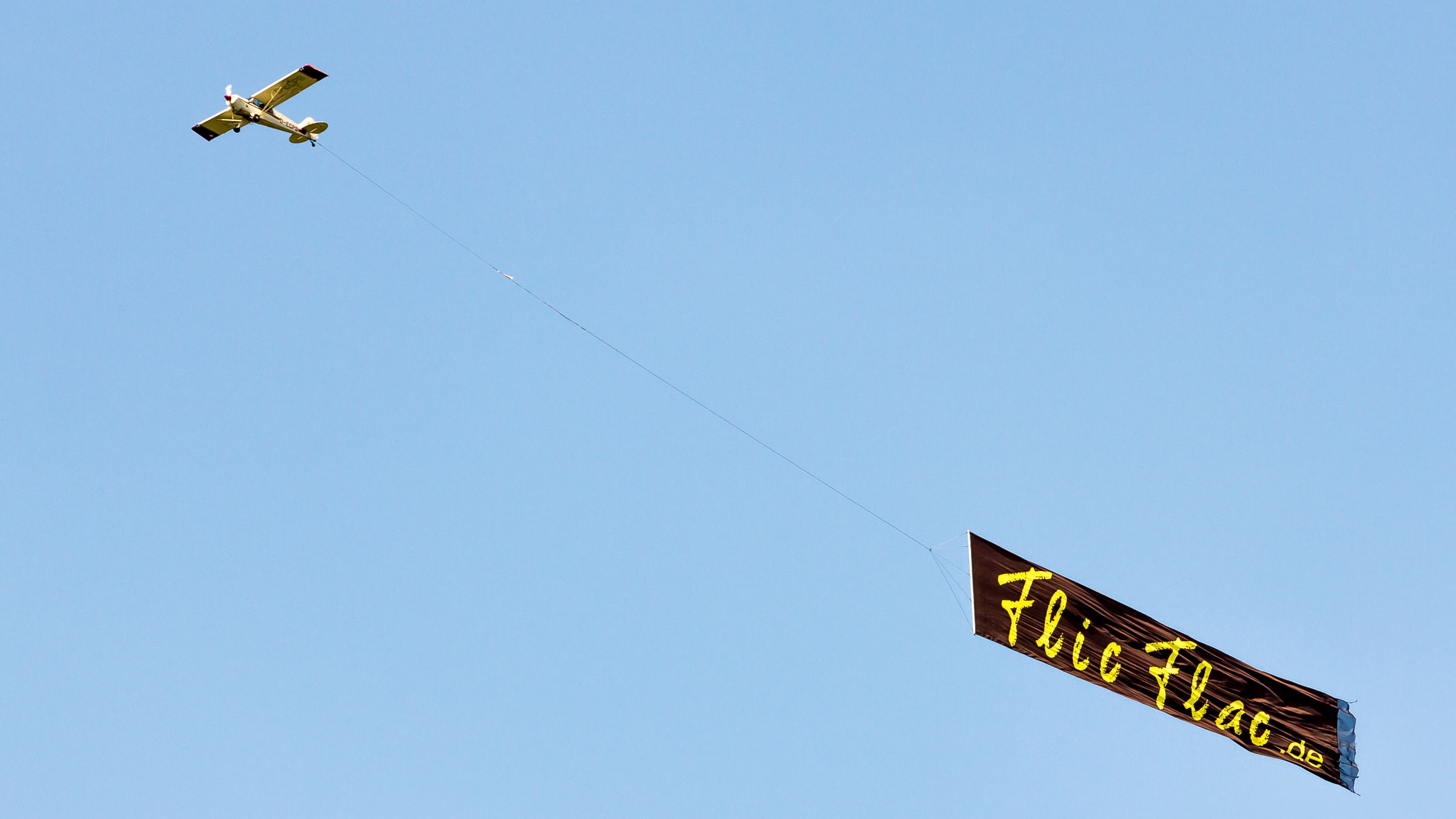
Pancarta remolcada
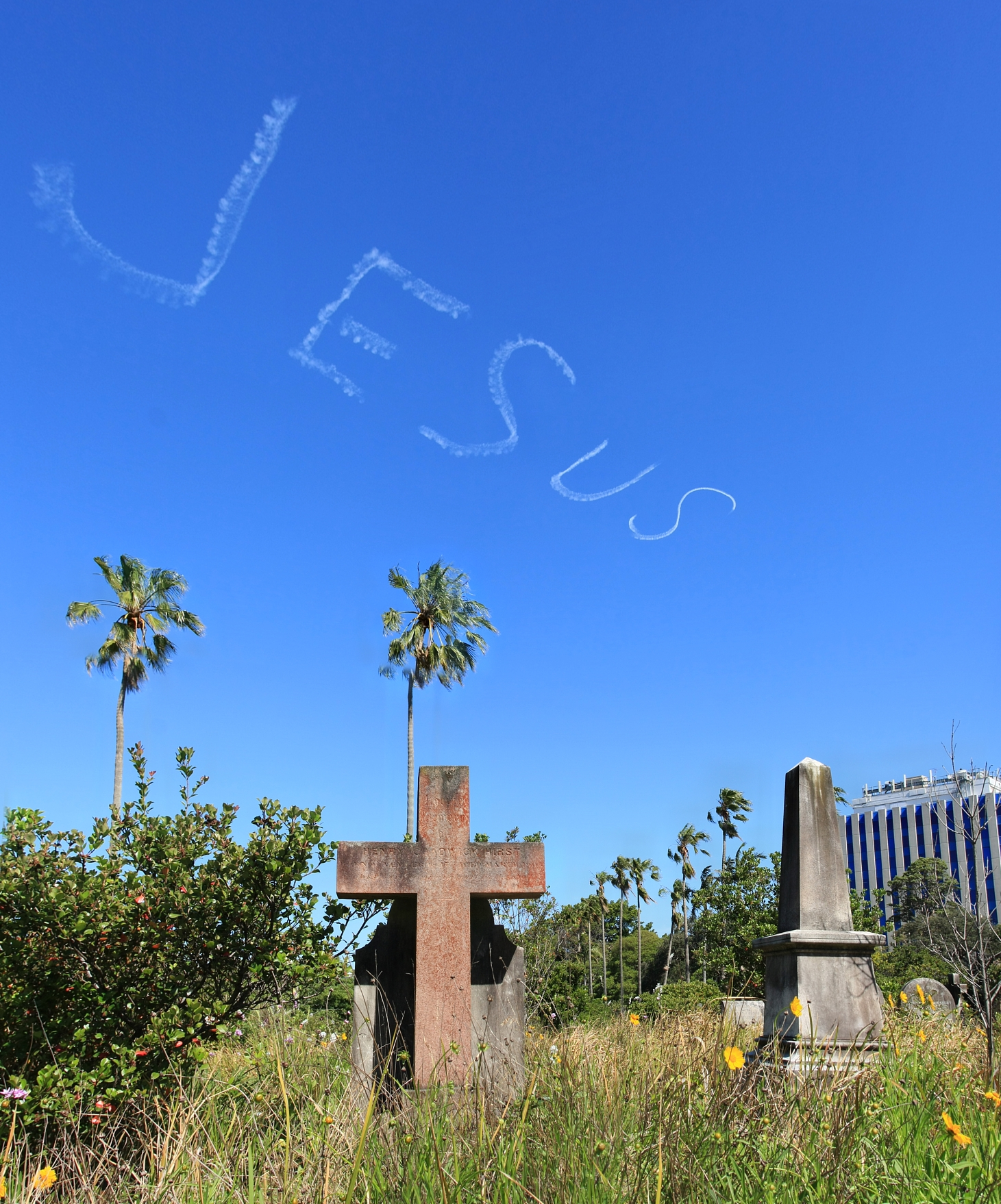
Escritura aérea sobre un cementerio en New South Wales en 2009.

### Espectáculos de drones

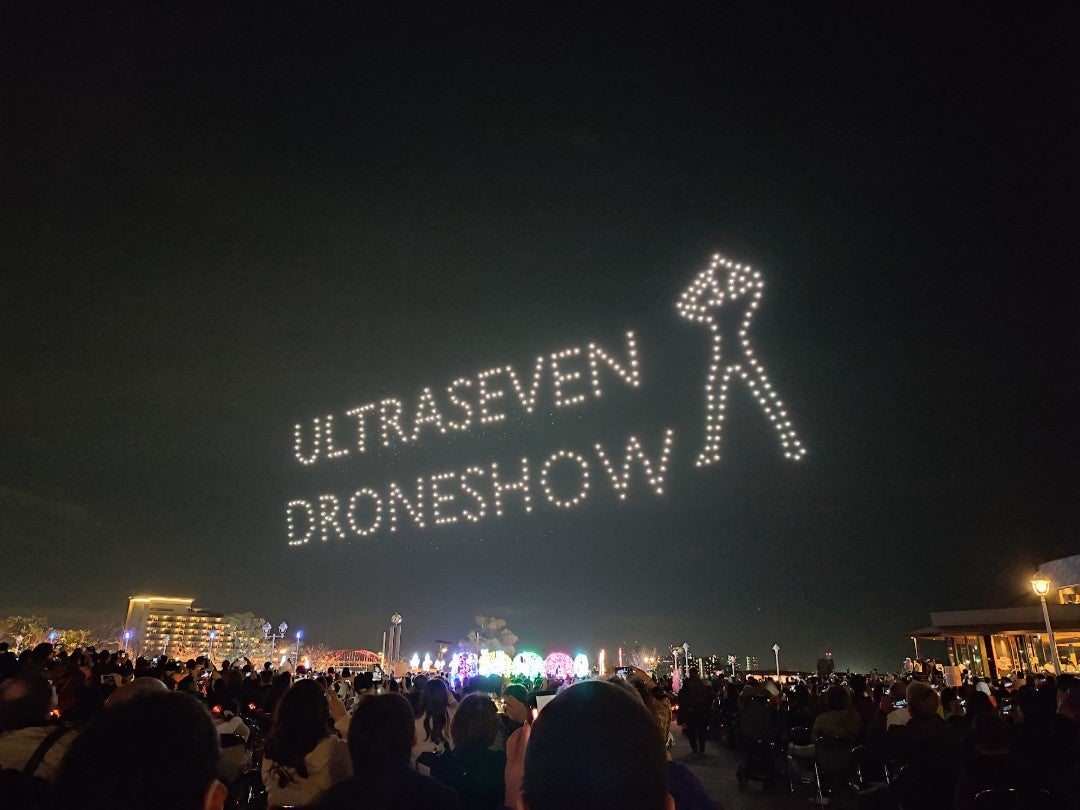
Un show de drones en Kōbe, Japón.

Un espectáculo de drones es un evento donde una gran cantidad de drones con luces se coordinan para formar figuras, mensajes, logotipos, etc. en el cielo nocturno.

## Regulación

### España
Por Ley de Costas, está prohibido el lanzamiento de objetos publicitarios sobre zonas de dominio público marítimo terrestre (playas, riberas, aguas interiores etc..) y la publicidad por medio de megafonía.
La publicidad aérea está gestionada y regulada por la Agencia Estatal de Seguridad Aérea, que cuenta con un listado de los operadores que realizan actividades de publicidad aérea.